# Chionis albus
La paloma antártica, picovaina de Malvinas y picovaina nival, Chorlo gigante, Chirlote blanco antártico, Pico de estuche o pico envainado blanco (Nombre científico: Chionis albus) es una especie de ave Charadriiforme de la familia Chionidae. Es un ave carroñera que habita en las regiones subantárticas de América del Sur (Chile y Argentina), así como en la Península Antártica. Aunque se les llama palomas por su aspecto general y su modo de volar, en realidad es que no corresponden a la familia Columbidae sino a la familia Chionidae, a este grupo solo la conforman dos representantes, las que habitan en la Zona Antártica bajo América (Chionis albus), y las que habitan en la Antártica bajo el Océano Índico (Chionis minor).

## Descripción
Tiene un parecido superficial a la paloma común (Columbidae), es un ave robusta y de patas cortas, el rostro es parcialmente desnudo y de color carne. Posee un pico de forma cónica, tiene la base del maxilar superior cubierta por una placa córnea recortada hacia delante hasta que llega a los orificios nasales. Usualmente el pico es de color rosado o blanco y negro en el ápice. Sus alas son moderadamente largas y su cola es corta, algo redondeada. Posee patas cortas, fuertes y sus dedos están unidos sólo en la base por una membrana. Es importante recalcar que de las aves antárticas, Chionis albus es la única que carece de membrana natatorio en sus patas, sin embargo es capaz de nadar con gran facilidad. Pueden alcanzar un tamaño promedio de 40 cm, con un peso de 650 gr y una envergadura de 75 cm a 80 cm.
Los machos son levemente más grandes que las hembras, aunque la diferencia es imperceptible si no es vista la pareja en conjunto. En vuelos cortos parece torpe, con las patas colgando, pero cuando se desplaza sobre mar abierto vuela enérgicamente y repliega sus patas. 

## Hábitat
A la Paloma antártica se le puede visualizar en costas marinas, islotes, costas rocosas de la Península Antártica, islas Malvinas e islas subantárticas. También se la puede ver en las costas patagónicas e incluso se han reportado avistajes en las islas de Torres y de Castillo Grande en la costa atlántica de Uruguay. En época de invierno algunos ejemplares migran hacia las costas patogónicas y uruguayas. 
Prefieren áreas rocosas y arenosas en las zonas intermareales. También frecuenta áreas donde forman colonias otras aves marinas como los pingüinos, cormoranes y albatros, así como zonas de descanso de focas y lobos marinos.

## Comportamiento
Se les puede encontrar en forma solitaria o en grupos dispersos, es considerada un ave gregaria. Tiene un comportamiento relativamente manso, corre como si diera saltos pequeños. En vuelos cortos parece torpe, con las patas colgando, pero cuando se desplaza sobre el mar abierto vuela más enérgicamente y repliega sus patas en el vuelo. Es considerada un ave pasiva y confiada. 

### Reproducción
Su época de reproducción se concentra en los meses de octubre y noviembre. Tiene un tipo de reproducción monógama, sus nidos se centran especialmente en la Antártida e Islas del Atlántico sur.

### Nidificación
La paloma antártica ubica el nido en el suelo, entre rocas o cerca de construcciones abandonadas estando cerca de costas marinas. El nido es rodeado con piedras, plumas, cáscaras de huevo, trozos de madera y en algunos casos se han encontrado restos de materiales vegetales.

### Huevos
Ponen de 2 a 3 huevos. Tienen forma ovoidal alargado. Puede ser de color ocre grisáceo, blanquecinos o grises, con manchas pardas oscuras con una mayor concentración de manchas en el polo mayor. El tiempo de incubación es de aproximadamente de 30 días.

### Alimentación
Son omnívoros, se alimenta de peces pequeños, moluscos, crustáceos, huevos, polluelos de aves, algas, líquenes pero sobre todo de carroña, huevos y desperdicios. Esta ave suele visitar las colonias de las focas, pingüinos, cormoranes y de otras especies con el objetivo de robar comida y huevos. También hay registros de que se alimenta de excrementos, regurgitados de lobos marinos y en los meses de enero, se alimentan de placentas (épocas de parto). También cuando hay escasez de alimentos, suelen ingerir materia orgánica, e incluso pueden llegar a devorar sus propias crías especialmente las de la segunda nidada.

## Ecología
Construye su nido entre rocas, generalmente cerca de colonias de aves y mamíferos marinos. Ambos miembros de la pareja se encargan de la incubación de los huevos y la cría de pichones.

## Distribución
Pueden encontrarse en Chile desde el estrecho de Magallanes, costas de Tierra del Fuego e Islas adyacentes hasta llegar a la Antártica Chilena. Extrañamente migra hasta Chiloé y Llanquihue. Otro país donde podemos encontrar esta ave es Argentina, en las islas Orcadas del sur, Shetlands del sur y Georgias del sur.
Se estima que la población mundial es de 10 000 ejemplares individuales distribuidas entre Chile, Argentina y Uruguay.  Se encuentra en la categoría LC de preocupación menor en la lista roja de la IUCN.